# 盛京三陵
盛京三陵或關外三陵指早期的三个清朝皇家陵寝，即辽宁省沈阳市郊的清福陵、清昭陵和新宾满族自治县永陵镇的清永陵。2004年，第28届世界遗产委员会将其作为明清皇家陵寝的拓展项目列入世界文化遗产。